# BBC Radio 1
BBC Radio 1 es un servicio radial nacional de la BBC. Temáticamente está dedicada a música popular y juvenil. Está dirigida especialmente a jóvenes entre 15-29 años.

## Historia
El primer DJ en retransmitir BBC Radio 1 fue Tony Blackburn. Su estilo personal le hizo ganarse un sitio en la franja horaria matinal, conocida como “Radio 1 Breakfast Show”.
Este programa de desayuno (“breakfast” show), o mejor dicho, esta franja horaria, es la más preciada y premiada en la programación de Radio 1, donde cada cambio de presentador de dicho programa crea gran interés en los medios.
El primer disco pinchado en su totalidad fue Flowers in the Rain de The Move.
Entre los DJs y presentadores iniciales se encontraban el legendario John Peel, y algunos contratados desde emisoras piratas, como Ed Stewart, Ferry Woggan, Jimmy Young, Dave Cash, Kenny Everett, Simon Dee, Pete Murray y Bob Holness.
En un principio, la emisora no era popular entre parte de su audiencia, que no veían positivamente el hecho de que la mayoría de la programación estuviese compartida con BBC Radio 2 y que estuviese claramente dirigida a un público más joven.
A pesar de distintos problemas financieros, ganó en los años siguientes gran audiencia (aunque cabe también destacar que le benefició la falta de competencia: Independent Local Radio no inició sus emisiones hasta 1973 y además, le costó bastantes años dar cobertura a todo Reino Unido). Tuvo audiencias de más de 10 millones de oyentes en algunos de sus programas.
Inicialmente, Radio 1 emitía en los 1214 kHz de la Onda Media (o 247 metros, como se referían en la época) y se movió el 23 de noviembre de 1978 a los 1053/1089 kHz (275/285 metros). Era la única emisora nacional de la BBC sin una frecuencia FM para sí). En los años 1970 y principios de los 80, se le permitió tomar los transmisores de Radio 2 durante unas horas a la semana, principalmente para el Top 40 de la lista de sencillos los domingos por la tarde y para algunos programas nocturnos. En 1988, las frecuencias 97-99 MHz entraron en servicio cuando cambió la política de asignación, de modo que Radio 1 las adquirió para su propia red de emisoras FM nacional.
En la actualidad, Radio 1 puede oírse en DAB, Freeview, Virgin Media, Sky Digital e Internet, así como en FM. En 2005, Satellite Radio Sirius Satellite Radio empezó a emitir simultáneamente (simulcast de simultaneous broadcast) para Estados Unidos y Canadá con cinco horas de retraso para que los oyentes de la zona horaria del este de los Estados Unidos puedan oír esta emisora a la vez que los oyentes de Reino Unido.

## Chart Show
Es el programa donde se retransmite el Top 40 de los sencillos más comprados y descargados legalmente por Internet en orden decreciente. El ‘’Chart Show’’ de Radio 1 se emite los domingos de 4 a 7 de la tarde. Siempre ha terminado a dicha hora, pero el formato, duración y hora de comienzo han variado considerablemente. Desde 2002, el show es presentado por Jason King y Joel Ross, más conocidos como ‘’JK & Joel’’, y tiene un nuevo formato. Este ya no emite todos los 40 sencillos del top, sino que emite el top 20 en su totalidad, además de una selección de sencillos situados entre los puestos 21 y 40; y también, entrevistas y contenidos varios. La lista de éxitos es compilada por ‘’The Official UK Charts Company’’. Radio 1 es, por lo tanto, la única emisora en emitir la lista de sencillos “oficial” de Reino Unido.
Los nuevos locutores para el programa son: Reggie y Fern, el horario sigue siendo el mismo, y nuevamente se presentan los 40 temas en forma decreciente.

## Música
Mientras que la mayoría de las emisoras comerciales se centran en un tipo de música en concreto, como música de los 80 “rock clásico”, Radio 1 dispone de una mezcla diversa de canciones actuales, incluyendo música independiente o alternativa, rock, house y/o electrónica, drum’n’bass, música del mundo, y pop.
Debido a restricciones en la cantidad de música comercial que se podía emitir por radio en Reino Unido hasta 1988, la emisora ha grabado gran cantidad de actuaciones y sesiones de estudio a través de los años, muchas de las cuales han tenido salida al mercado en formato de LP y CD.
Radio 1 ha organizado y emitido conciertos exclusivos de grupos como Arctic Monkeys, Harry Styles, Kaiser Chiefs y My Chemical Romance, y más recientemente, The White Stripes, en lo que llamaron “El miércoles de los White Stripes” (‘’White Stripes Wednesday’’).

## Presentadores
La BBC Radio 1 opera un sistema que separa a todos los DJ entre los de Día y de Noche.
- Los DJ de "Day time (Día)" reproducen música generalmente orientada al Radio 1 Playlist.
- Los DJ de "Night time (Noche)" reproducen más ecléctica y especializada "Nueva Música".

### Day time
| Días de semana - Adele Roberts (en reemplazo de Gemma Cairney, iniciando el lunes 1 de junio de 2015) - Greg James (desde el lunes 3 de septiembre de 2018) - Clara Amfo (en reemplazo de Fearne Cotton desde el lunes 18 de mayo de 2015) - Scott Mills (en compañía de Chris Stark) - Nick Grimshaw (conducirá de lunes a jueves su programa habitual) | Fines de semana - Devin Griffin (Dev) - Matt Edmondson - Alice Levine - Mollie King - Maya Jama - Jordan North |

### Night time
| - Radio 1 Comedy - Annie Mac - Charlie Sloth - Huw Stephens - René LaVice (Drum & Bass Show) - Phil Taggart (Hype Chart) - Annie Nightingale - Benji B - Toddla T | Noches de viernes incluyen 11 horas de música dance - Annie Mac - Pete Tong - Danny Howard - B.Traits - Essential Mix Noches de sábado incluyen 6 horas de música urbana dentro del 1Xtra Takeover el cual ha sido enteramente transmitido también por BBC Radio 1Xtra. - DJ Target - Charlie Sloth - Diplo and Friends - Radio 1's Asian Beats - David Rodigan Noches de domingo - Daniel P. Carter (Rock Show) - Phil Taggart (Chillest Show) - Huw Stephens (BBC Music Introducing) - Radio 1's Residency - Radio 1's Artist Takeover |

## Programación
| Hora  | Lunes                                      | Martes                                      | Miércoles                                  | Jueves                                     | Viernes                                  | Sábado                                 | Domingo                                                      |
| ----- | ------------------------------------------ | ------------------------------------------- | ------------------------------------------ | ------------------------------------------ | ---------------------------------------- | -------------------------------------- | ------------------------------------------------------------ |
| 01:00 | Radio 1's Residency                        | Radio 1's Drum & Bass Show with René LaVice | Annie Nightingale presents...              | Benji B                                    | Radio 1's Soundsystem with Toddla T      | Essential Mix with Pete Tong           | Radio 1's Asian Beats with Kan D Man & DJ Limelight          |
| 03:00 | Radio 1’s Artist Takeover with...          | Radio 1's Hype Chart with Phil Taggart      | Radio 1 Comedy                             | Radio 1 Comedy                             | Radio 1 Comedy                           | Radio 1's Wind Down                    | Radio 1's Asian Beats with Kan D Man & DJ Limelight          |
| 04:00 | Adele Roberts                              | Adele Roberts                               | Adele Roberts                              | Adele Roberts                              | Adele Roberts                            | Radio 1's Wind Down                    | David Rodigan                                                |
| 06:00 | Adele Roberts                              | Adele Roberts                               | Adele Roberts                              | Adele Roberts                              | Weekend Breakfast with Matt and Mollie   | Weekend Breakfast with Matt and Mollie | Weekend Breakfast with Matt and Mollie                       |
| 06:30 | The Radio 1 Breakfast Show with Greg James | The Radio 1 Breakfast Show with Greg James  | The Radio 1 Breakfast Show with Greg James | The Radio 1 Breakfast Show with Greg James | Weekend Breakfast with Matt and Mollie   | Weekend Breakfast with Matt and Mollie | Weekend Breakfast with Matt and Mollie                       |
| 10:00 | Clara Amfo                                 | Clara Amfo                                  | Clara Amfo                                 | Clara Amfo                                 | Radio 1's Greatest Hits with Maya Jama   | Radio 1's Greatest Hits with Maya Jama | Radio 1's Greatest Hits with Jordan North                    |
| 13:00 | Scott Mills                                | Scott Mills                                 | Scott Mills                                | Scott Mills                                | Dev and Alice                            | Dev and Alice                          | Dev and Alice                                                |
| 16:00 | Nick Grimshaw                              | Nick Grimshaw                               | Nick Grimshaw                              | Nick Grimshaw                              | The Official Chart with Scott Mills      | Radio 1’s Dance Anthems with MistaJam  | Radio 1's Life Hacks with Cel Spellman and Katie Thistleton  |
| 18:00 | Nick Grimshaw                              | Nick Grimshaw                               | Nick Grimshaw                              | Nick Grimshaw                              | Radio 1's Dance Anthems with Scott Mills | Radio 1’s Dance Anthems with MistaJam  | Radio 1's Most Played with Cel Spellman and Katie Thistleton |
| 19:00 | Radio 1's Future Sounds with Annie Mac     | Radio 1's Future Sounds with Annie Mac      | Radio 1's Future Sounds with Annie Mac     | Radio 1's Future Sounds with Annie Mac     | Radio 1's Dance Party with Annie Mac     | 1Xtra's Takeover with DJ Target        | Radio 1's Chillest Show with Phil Taggart                    |
| 21:00 | The 8th with Charlie Sloth                 | The 8th with Charlie Sloth                  | The 8th with Charlie Sloth                 | The 8th with Charlie Sloth                 | Pete Tong                                | 1Xtra's Rap Show with Charlie Sloth    | Radio 1's Rock Show with Daniel P Carter                     |
| 23:00 | Radio 1's Indie Show with Huw Stephens     | Radio 1's Indie Show with Huw Stephens      | Radio 1's Indie Show with Huw Stephens     | Radio 1's Indie Show with Huw Stephens     | Danny Howard                             | Diplo and Friends                      | BBC Music Introducing with Huw Stephens                      |

## Newsbeat (Noticiarios)
Radio 1 tiene la obligación de servir de servicio público, así que emite noticias, a través de sus boletines diarios a distintas horas del día (‘’Newsbeat’’). Hay pequeños resúmenes de los titulares del día cada hora y media, además de dos boletines de 15 minutos a las 12.45 y 17.45. La presentadora principal es Georgina Bowman, junto a David Garrido leyendo las noticias deportivas. Sin embargo, hay otros presentadores, como Dominic Byrne y Carrie Davies, que leen las noticias (generales y deportivas, respectivamente) en The Chris Moyles Show y Mark Chapman, que lee las noticias deportivas por las tardes y en el Scott Mills Show.

## Datos de interés
- La emisora alemana de la WDR de Colonia, 1 LIVE, tiene una formula musical muy parecida a Radio 1, hasta tiene su emisora digital.